# Славитино (Ярославская область)
Сла́витино (Славятино) — село в Рязанцевском сельском поселении Переславского района Ярославской области при речке Шахе. Население на 1 января 2007 года — 38 человек.

## История
В 1420 году Фотий, митрополит Киевский и всея Руси, пожаловал Славитино Горицкому монастырю, во владении которого село оставалось до секуляризации 1764 года.
В 1679 году крестьяне соседней деревни Маймор Юрьевского уезда возбудили относительно славитинской вотчины дело о неправильном размежевании земель. Обвиняли писца Фёдора Скрябина в получении от Горицких властей взяток и примежевании от майморской земли 200 десятин. Дело кончилось ничем: в иске было отказано.
В Славитине была церковно-приходская школа.

## Население
| 1859 | 1897 | 1905 |
| ---- | ---- | ---- |
| 497  | 606  | 707  |

| 1859 | 1905 | 1926 | 2007 | 2010 |
| ---- | ---- | ---- | ---- | ---- |
| 497  | ↗707 | ↗796 | ↘38  | ↗50  |

## Церковь
Церковь мученика Георгия построена здесь в 1628—29 годах.
В 1812 году вместо деревянной церкви начат постройкою каменный храм, постройка продолжалась 9 лет. В 1867 году к этому храму был пристроен небольшой каменный придел. Престолов в церкви три: в холодной во имя святого великомученика Георгия, в трапезе тёплой во имя святого пророка Илии и преподобного Сергия Радонежского.